# Димитър Ченков
Димитър (Митьо) Хаджииванов Ченков – Доктора (изписване до 1945 година: Димитъръ хаджи Ивановъ) е български революционер, деец на Върховния македоно-одрински комитет.

## Биография
Митьо Ченков е роден през 1880 година в град Долна Оряховица. Присъединява се към ВМОК и по време на Илинденско-Преображенското въстание в 1903 година е четник при Константин Настев и Любомир Стоенчев. Ченков е четник при Любомир Стоенчев, където е и близкият му приятел Христо Сираков. На 6 август отрядът на капитан Юрдан Стоянов и поручик Стоенчев тръгва за Македония. Стоенчев с четата си от 68 души, повечето запасни войници, въоръжени с манлихери с по 250-300 патрона и с по 2 бомби, трябва да пристигне във Валовищко, а Стоянов с около 85 четници, повечето също запасни военни чинове - в Разложко и там около Ел тепе да чака нареждания от Цончев. На 10 август четите минават границата при Царев връх и на 12 август навлизат в Пирин, където в Сухия дол при Говедарника двете чети се разделят. Стоенчев тръгва на изток по северните подножие на Ел тепе към Валовищко, а Стоянов се отправя нагоре по сухия дол към върховете Етипица и Албутин, западно от Ел тепе. По пътя си Стоенчев се среща при село Пирин с четите и ръководителите на Серския окръг на ВМОРО, начело с Яне Сандански и войводите Илия Кърчовалията и Атанас Тешовалията, събрани на конгрес. Стоенчев спира и изчаква решенията на конгреса. След няколко дни,по решение на конгреса Стоенчев заедно с 45 души четници и войводите Илия Кърчовалията и Атанас Тешовалията заминава за Валовищко, а неговите помощници подпоручик Кочо Настев и взводният командир Христо Сираков са придадени към четите, действащи в Мелнишко. По нареждане на Сандански войводите Спиро Костов, Кочо Настев и подвойводата Христо Сираков с около 24 четници и 32 селяни заминават за Разложко, за да пренесат от организационните складове там оръжие и взривни материали. На връщане на 4 септември спрат в местността Кукла над село Пирин. Нам на тях се натъква османски разузнавателен отряд, търсещ части от отрада на генерал Цончев, полковник Янков, Юрдан Стоянов, Петър Дървингов, Димитър Зографов, Борис Стрезов, Асен Партениев, Сандански, Михаил Чаков и Стоян Мълчанков, който дава сражение при село Пирин на 1 септември. Четата се разделя на три, начело с Кочо Настев, Спиро Костов и Христо Сираков. Около 3 следобед два табура войска настъпват към Кукла. Първи започва сражение отряда на Спиро Костов, а след като турците се хвърлят на юруш към позицията на Костов, се включват и отрядите на Настев и Сираков, укрити в карпите. Турците са спрени, като дават много жертви, но около 6 часа пристигат подкрепления от Неврокоп и опитът им да пробият българските позиции продължава и се оттеглят в село Пирин едва при падането на нощта. Тогава и българските чети напускат позициите си и се оттеглят в гората. Според вестник „Реформи“, брой № 41 от 20 септември, турците дават огромни жертви, между които един полковник и трима юзбашии. От българска страна загиват 6 души: войводата Спиро Костов от Прилеп и четниците Димитър Карамочев от Алфатар, Илия Стоянов от Мечкул, Митрето от Петричко, Коста Димитров от Видин и Трифун Стоянов от Попово. Ранени са войводата Кочо Настев от Солун и четниците Анто Колев от Драгалевци, Георги Ангелов от Софийско, Димитър Ченков, както и трима селяни. След смъртта на войодата Спиро, Димитър Ченков наследява чантата му с лекарства и, макар и ранен, промива и превързва раните на другарите си, заради което получава прякора Доктора.
На 17 септември Димитър Ченков е в отряда на Христо Сираков, който се промъква до турските позиции в източния край на Белица и след като хвърля бомби ги атакува и обръща османците в бягство. След това четниците на Сираков подпалват турските шатри край селото и спират настъпващата колона откъм Банско. Същевременно отрядът на полковник Янков настъпва към Белица от запад. Турците отстъпват след като запалват селото.